# Macedonia del Nord ai Giochi della XXXIII Olimpiade
La Macedonia del Nord ha partecipato ai Giochi della XXXIII Olimpiade, svoltisi a Parigi, Francia, dal 26 luglio all'11 agosto 2024, con 6 atleti in 6 discipline.

## Delegazione
| Sport            | Uomini | Donne | Totale |
| ---------------- | ------ | ----- | ------ |
| Atletica leggera | 1      | 0     | 1      |
| Judo             | 1      | 0     | 1      |
| Lotta            | 1      | 0     | 1      |
| Nuoto            | 1      | 0     | 1      |
| Taekwondo        | 0      | 1     | 1      |
| Tiro             | 0      | 1     | 1      |
| Totale           | 4      | 2     | 6      |

## Risultati

### Atletica leggera
Maschile
Eventi su pista e strada
| Atleta          | Evento   | Finale  | Finale    |
| Atleta          | Evento   | Misura  | Posizione |
| --------------- | -------- | ------- | --------- |
| Dario Ivanovski | Maratona | 2h28'15 | 69º       |

### Judo
| Atleta         | Evento         | 16-esimi             | Ottavi               | Quarti               | Semifinali           | Ripescaggio          | Finale               | Pos.            |
| Atleta         | Evento         | Avversario Punteggio | Avversario Punteggio | Avversario Punteggio | Avversario Punteggio | Avversario Punteggio | Avversario Punteggio | Pos.            |
| -------------- | -------------- | -------------------- | -------------------- | -------------------- | -------------------- | -------------------- | -------------------- | --------------- |
| Edi Šerifovski | 81 kg maschile | Schimidt P 0-11      | Non qualificato      | Non qualificato      | Non qualificato      | Non qualificato      | Non qualificato      | Non qualificato |

### Lotta

#### Libera
| Atleta          | Evento         | Ottavi               | Quarti               | Semifinali           | Ripescaggio          | Finale / FB          | Pos. |
| Atleta          | Evento         | Avversario Risultato | Avversario Risultato | Avversario Risultato | Avversario Risultato | Avversario Risultato | Pos. |
| --------------- | -------------- | -------------------- | -------------------- | -------------------- | -------------------- | -------------------- | ---- |
| Vladimir Egorov | 57 kg maschile | Sehrawat P 0–10      | Non qualificato      | Non qualificato      | Non qualificato      | Non qualificato      | 15º  |

### Nuoto
| Atleta             | Evento                     | Batterie | Batterie | Semifinali | Semifinali | Finale          | Finale          |
| Atleta             | Evento                     | Tempo    | Pos.     | Tempo      | Pos.       | Tempo           | Pos.            |
| ------------------ | -------------------------- | -------- | -------- | ---------- | ---------- | --------------- | --------------- |
| Nikola Ǵuretanoviḱ | 400m stile libero maschili | 4'05"38  | 37°      | N.D.       | N.D.       | Non qualificato | Non qualificato |

### Taekwondo
| Atleta         | Evento          | Qualificazioni              | Ottavi                | Quarti               | Semifinali           | Ripescaggio          | Finale / FB          | Pos.            |
| Atleta         | Evento          | Avversario Punteggio        | Avversario Punteggio  | Avversario Punteggio | Avversario Punteggio | Avversario Punteggio | Avversario Punteggio | Pos.            |
| -------------- | --------------- | --------------------------- | --------------------- | -------------------- | -------------------- | -------------------- | -------------------- | --------------- |
| Miljana Reljiḱ | 57 kg femminile | Jones V 2–1 (7–6, 4-5, 1-1) | Aoun P 0–2 (8–9, 6-6) | Non qualificata      | Non qualificata      | Non qualificata      | Non qualificata      | Non qualificata |

### Tiro a segno/volo
Donne
| Atleta              | Evento                       | Qualificazione | Qualificazione | Finale          | Finale          |
| Atleta              | Evento                       | Punteggio      | Classifica     | Punteggio       | Classifica      |
| ------------------- | ---------------------------- | -------------- | -------------- | --------------- | --------------- |
| Anastasia Mojsovska | Carabina 10 m aria compressa | 625,3          | 31ª            | Non qualificata | Non qualificata |